# 앗케시호
앗케시 호(일본어: 厚岸湖 앗케시코[*])는 홋카이도 앗케시 군 앗케시정에 있는 호수이다. 람사르 협약에 등록된 습지 중 한 곳이기도 하다.

## 지리
홋카이도 동부에 위치해 있으며 북으로 뻗은 사취에 의해 앗케시 만과 갈라진 해적호이다. 호수와 만과의 경계지인 수로에는 앗케시 대교가 놓여있다. 조석의 영향으로 해수의 유출입이 커 호수의 염도는 높은 편이다. 실질적으로 만이라고 불러도 좋아 어업법상으로는 바다로 취급하고 있다.
- 유입하천 : 베칸베우시 강, 오보로 강, 도키타이 강, 히가시우메 강, 이쿠라우시 강 등
- 유출하천 : 수로

## 생태
호수 서쪽에는 굴 껍데기가 퇴적해 만들어진 섬이 존재해 있으며, 퉁퉁마디 등의 염생식물이 자라고 있다. 그러나, 이들 섬의 지반침하에 따라 간조시에도 수면위로 조금밖에 나오지 못해, 식물군락은 사라지고 있다.
큰고니의 월동지로 10월부터 4월까지 모습을 드러낸다. 12월의 경우, 5,000마리 정도가 날아오고, 2,000마리정도가 이곳에서 월동한다. 그 밖에도 기러기, 오리류 및 두루미도 날아와, 1993년 베칸베우시 습원과 기리탓부 습원과 함께 조수보호구로 지정되었다. 또, 같은 해에는 베칸베우시 습원과 함께 람사르 협약에 등록되었다. 아울러 조수보호구의 면적은 총 11,271ha 중 특별보호지구는 7,781ha이다.